# 聖籠町
聖籠町（日语：／ Seirō machi */?）為新潟縣北蒲原郡的一個町。面積37.99平方公里，總人口13,528人。

## 地理

### 河川
- 加治川、新發田川、新發田川放水路

### 相鄰的自治体
- 新潟市、新發田市

## 历史
- 1955年3月：聖籠村與亀代村合併為聖籠村。
- 1977年8月：町制施行

## 行政
- 町長：渡邊 廣吉

## 外部連結
- 聖籠町 （页面存档备份，存于）
- 東北電力 （页面存档备份，存于）
- JA北越後 （页面存档备份，存于）